# مسه تورهاوس
مسه تورهاوس (انگلیسی: Messe Torhaus) ساختمان اداری ۳۰ طبقه مستقر در شهر فرانکفورت است، که پروژه ساخت آن در سال ۱۹۸۳ آغاز شد و در سال ۱۹۸۴ به بهره‌برداری رسید.